# Tobias Schröck
Tobias Schröck (Mühldorf am Inn, 31 dicembre 1996) è un calciatore tedesco, difensore del Pipinsried.